# アントニーン・ムルコス

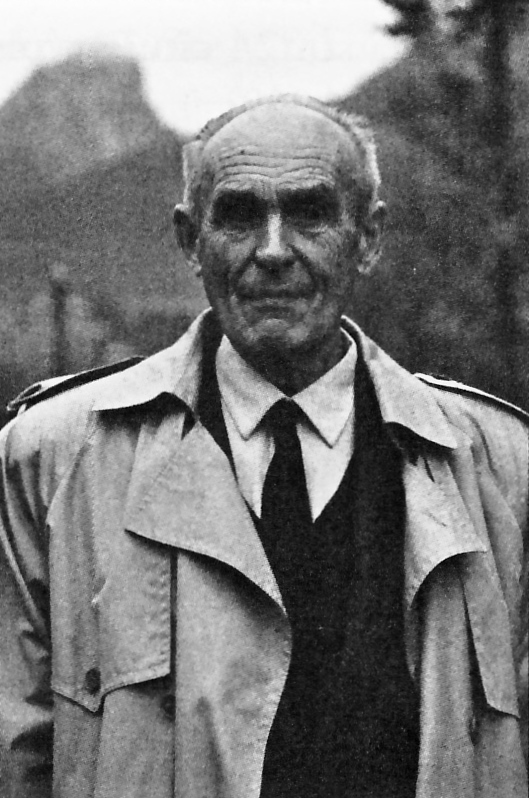
アントニーン・ムルコス

アントニーン・ムルコス（Antonín Mrkos 、1918年1月27日 – 1996年5月29日）はチェコの天文学者である。ストシェムホビー（Střemchoví）で生まれた。
1950年代にソビエト探検隊の一員として南極で18ヶ月滞在し、オーロラの研究をおこなった。
スロヴァキアのスカルナテ・プレソ天文台などで働いた。
彗星の発見者・共同発見者で、発見した彗星には 周期彗星の18D/パーライン・ムルコス彗星、 45P/本田・ムルコス・パイドゥシャーコヴァー彗星、 124P/ムルコス彗星、143P/コワル・ムルコス彗星があり、非周期彗星の C/1957 P1 がある。
274個の小惑星の発見者でもあり、発見した小惑星にはアモール群の (5797) ビボイやトロヤ群の (3451) メントルが含まれる。
小惑星(1832) ムルコスはムルコスの名前から命名された。